# Bodegón con zapato viejo
Bodegón con zapato viejo es una pintura al óleo realizada por Joan Miró el 1937 y que actualmente forma parte de la colección permanente del Museo de Arte Moderno de Nueva York. La obra entró en el museo como regalo de James Thrall Soby en 1970.

## Historia
Cuando estalló la guerra civil española Miró estaba pasando una temporada en su masía de Montroig. Miró marchó a Francia. El 16 de diciembre de 1936 llegó a París con su esposa Pilar y la pequeña María Dolores. Vivieron en un espacio vital muy reducido y con ausencia total de un lugar donde trabajar. En aquella época Miró no podía hacer nada más que recoger ideas y anotarlas en sus carnés. Para ejercitarse en el dibujo, Miró, tal y como ya había hecho en 1920 cuando llegó a París, se apuntó a clase de la academia de la Grande Chaumière.
El pintor, aunque sin taller ni apartamento, va a comenzar a trabajar en el entresuelo de la galería Pierre. Tardó cinco meses, de enero a mayo de 1937, en producir uno de los cuadros más extraños y más importantes de su obra, La naturaleza muerta del zapatón, una pintura al óleo donde expresó su angustia por la situación española. La obra de Miró plasma hasta qué punto comparte la prueba que atraviesa su país y qué partido toma. El artista contempla, anuncia y pinta con mucho detalle la escalada del mal, la invasión de los monstruos, la regresión metamórfica de la figura humana.

Tal vez los acontecimientos del momento, especialmente el drama de la guerra de España, me hacían sentir la necesidad de penetrar en la realidad. Solía ir cada día a la Grande Chaumière a trabajar al natural. En ese momento sentía una necesidad de controlar las cosas a través de la realidad
 Rosa María Malet

Miró colaboró con el bando republicano a raíz de la Exposición Internacional de París de 1937, como también lo haría Picasso con su famoso Guernica. Miró, a su vez, diseñó un cartel con mucha fuerza visual donde se podía leer claramente y en francés: Aidez l'Espagne (Ayude a España). También pintaría un mural que sería expuesto en el pabellón diseñado por Josep Lluís Sert, de cinco metros y medio de altura y tituladoEl segador, obra que desaparecería cuando se desmanteló el pabellón.

## Descripción
Para comprender la obra es necesario situarla en su contexto, que es, por una vez, esencial: la angustia provocada por la tragedia de España y el recurso a la realidad para superar esta angustia. Este contenido afectivo transfigurará la más banal de las naturalezas muertas: en una tabla, una botella, una horquilla clavada en una manzana, un mendrugo de pan y un zapatón. A partir de la simplicidad, de la humildad de estos objetos, se cumple una lenta y furiosa operación alquímica, al final de la cual nos ofrece una visión apocalíptica, un paisaje alterado, desgarrado, en llamas, la pintura de un mundo enloquecido o de una España martirizada.
Esta obra es el Guernica de Miró. No ilustra un episodio de la guerra civil española, no representa los horrores de la guerra, pero expresa eso, y la conciencia se ve afectada incluso en sus relaciones con los objetos cotidianos. El testimonio es terrible. Los objetos, como los desnudos de la Grande Chaumière, se hinchan, se desbordan, adquieren proporciones insólitas, su presencia se convierte amenazadora y obsesiva como ciertas imágenes de las pesadillas. Pero sobre todo el color, a la vez vehemente y minucioso, los desfigura y transfigura. El incendio de colores destruye y recompone los objetos y lucha rabiosamente o disimuladamente con los trozos de oscuridad, las formas negras y las sombras proyectadas contra el cielo alucinado. Una iluminación dura parece venir de delante de la tela, pero los su foco es impreciso o más bien móvil y movedizo con las llamas de un incendio. De esta manera, el incendio que circularía ante la tela, proyectando su luz y sus sombras sobre el cuadro, propagando sus llamas los objetos de la naturaleza muerta, este incendio no tendría otro foco que el ojo del pintor, o el nuestro.
El incendio es en la conciencia, pero ésta sólo puede medir la intensidad y el alcance frente a la naturaleza muerta y expresar su horror ante la botella, la manzana y el zapatón. Comprendemos las razones del modelado de los objetos y de un cierto claroscuro, que han reprochado a Miró como una transgresión inexplicable de uno de los principios sacrosantos de la estética moderna.
La naturaleza muerta tiene las grandes proporciones de la tragedia, y la pobreza usual de los objetos que la componen acentúa aún más esta sensación. Ya que la realidad del mendrugo de pan o del zapato viejo no es arrastrada por la tormenta, la revela sin dejarse recubrir. Este mantenimiento de la apariencia de los objetos es necesario para la tensión lírica, para la universalidad del drama. El alcance de esta obra disminuye considerablemente si se hace abstracción de la guerra civil española que la subtiende y la motiva de la forma más directa, para interpretarla como un testimonio bastante vago en favor de la miseria humana en general.
En esta obra consigue una relación entre el zapato y el resto de los elementos colocados sobre la mesa: la botella, una manzana con un tenedor clavado, y un mendrugo de pan. En el tratamiento de los colores consigue un efecto de una máxima agresividad ya que son tonos ácidos y violentos. La pintura en este cuadro no es plana como en obras anteriores sino que perfila y da dimensión a las formas de los objetos. Según el propio Miró, toda esta representación, la hizo pensando en el cuadro Zapatos del labrador de Van Gogh, un artista que Miró admiraba mucho. Está considerada como una pieza clave de este periodo pictórico tan realista.